# Satan's Bed
«Satan's Bed» es una canción del grupo Pearl Jam que apareció en su tercer álbum Vitalogy. La música está escrita por el guitarrista Stone Gossard y la letra por el cantante Eddie Vedder. Un hecho curioso sobre la canción es que en algunos países el título fue censurado, por lo que en algunos lugares se cambió el nombre por el de "Santa's Bed".[cita requerida]
La batería en "Satan's Bed" fue interpretada por Jimmy Shoaf, quien era parte del personal técnico del baterista Dave Abbruzzese. El día en que grabaron la canción, Abbruzzese no pudo asistir al estudio porque se encontraba en el hospital donde le practicaron una extracción de amígdalas. Vedder y Gossard estaban trabajando la canción y le solicitaron a Shoaf que los ayudara a conseguir una caja de ritmo. Después de configurarla, ambos le pidieron a Shoaf que interpretara el mismo ritmo en la batería. Shoaf comentaría después que él nunca esperó que su interpretación fuera usada de hecho para hacer la grabación final. Él está acreditado en el cuadernillo del álbum como el baterista, pero tuvieron que pasar muchos años para que el público se enterara al fin a qué Jimmy se referían.
Después del concierto de Pearl Jam del 7 de octubre de 1996 en Florida, la canción permaneció sin ser interpretada durante seis años. La canción finalmente regresaría a un concierto del grupo el 3 de mayo de 2003, en Pensilvania. En esa interpretación, Eddie sufriría para recordar la letra, cometiendo repetidos errores.

## Significado de la letra
La canción habla acerca de resistir las tentaciones que ofrece la fama y la celebridad. Vedder ridiculiza a las modelos profesionales en la letra, poniéndolas como ejemplo del vacío de la gente cuando alcanza algún tipo de fama.